# 고미네 다다토시
고미네 다다토시(일본어: 小嶺 忠敏, 1945년 6월 24일 ~ 2022년 1월 7일)는 일본의 축구 지도자이다.

## 경력
1993년 일본 U-17 국가대표팀의 감독으로 부임. 1993년 FIFA U-17 세계 축구 선수권 대회에 출전했다.